# Talismà

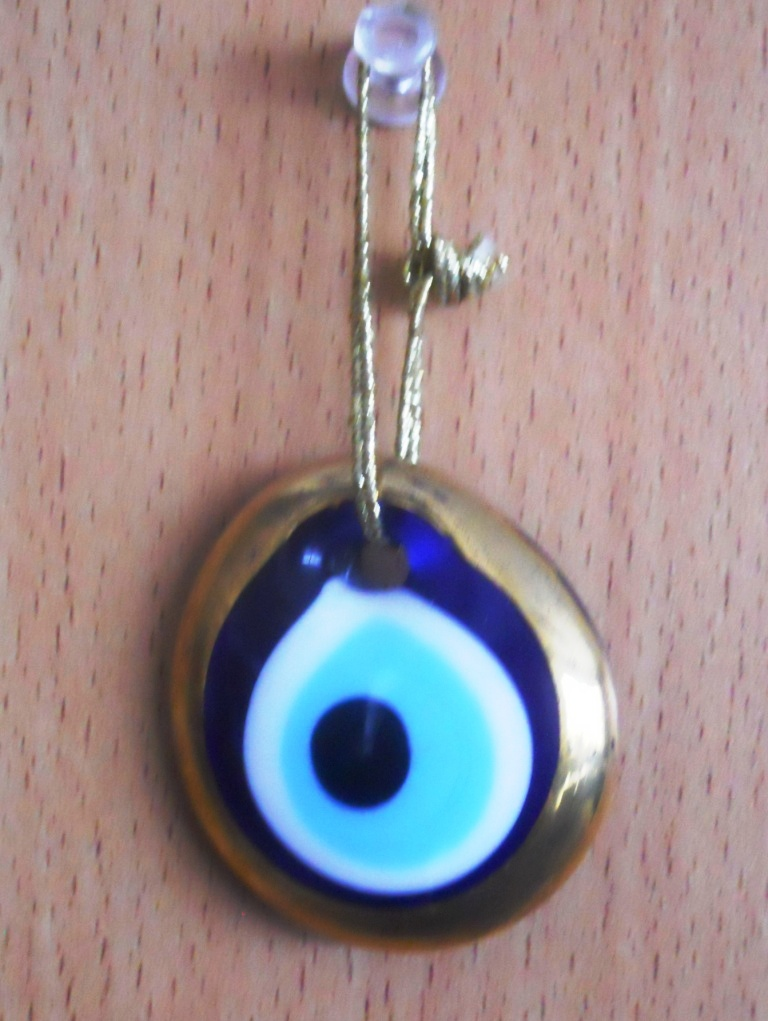
Talismà turc contra el mal d'ull

Un talismà és un objecte al qual hom atribueix poders màgics o religiosos destinats a protegir, curar o fer mal a les persones a qui va destinat. Sovint és un objecte portàtil, que hom duu a sobre, tot i que també existeixen talismans integrats de forma permanent en arquitectures. Són talismans, per exemple, la llàntia d'Aladí o la vara d'Aaron. Els talismans estan estretament relacionats amb els amulets, amb els quals comparteixen moltes funcions.

## Etimologia
Del francès talisman, i aquest, del persa طلسم‌ها, telesm-hâ, plural de طلسم, telesm, o de l'àrab طلاسم, ṭalāsim, plural de طِلَسْم, ṭilasm, ambdós mots amb el mateix significat, llengües que prenen el mot del grec τέλεσμα, télesma, ‘cerimònia religiosa’, ‘amulet’, derivat de τελέω, teléo, ‘complir’, ‘fer un sacrifici’.